# Чичкин, Александр Васильевич

Летучий отряд ревизоров у магазина Чичкина в Москве на углу Пречистенского бульвара и М. Афанасьевского переулка

Александр Васильевич Чичкин (1862, Коприно, Ярославская губерния — 1949, Москва) — крупный предприниматель, владелец всероссийской молочной компании, организатор российской, а затем и советской молочной промышленности.

## Биография
Уроженец села Коприно Ярославской губернии. Сын волжского лоцмана. При содействии промышленника В. И. Бландова окончил Московское реальное училище, Петровскую сельскохозяйственную академию в 1886 году. После этого 3 года стажировался в Институте Пастера в Париже.
Первым открыл в Москве (на Петровке, 17) специализированный магазин молочной продукции. До этого в Москве в магазинах торговали только сыром, а остальная молочная продукция продавалась на улице и рынках, непосредственно её производителями. Его дело быстро развивалось и вскоре он занялся не только продажей, но и переработкой молока. Первый городской молочный завод был построен в Москве в 1910 году на Новорязанской улице, завод перерабатывал 100—150 тонн молока в сутки и был одним из самых передовых по техническому оснащению предприятий своего времени. К 1914 году предприятия Чичкина включали в себя: молочный завод и творожно-сметанный филиал, 91 молочный магазин в Москве, Одессе, Тбилиси, Харькове, Баку, Киеве, Ялте, Ростове-на-Дону, масло-заготовительные станции в Сибири. Магазины в Москве обслуживали 36 грузовых и 8 легковых автомобилей. На предприятиях работали 3 тысячи сотрудников.
Чичкин применял на своих предприятиях свою собственную оригинальную методику воспитания, продвижения и стимуляции сотрудников. В основе её лежало разделение сотрудников по различным возрастным категориям и применение к каждой категории своих подходов и своей системы стимулов. Целью метода было создание стабильного коллектива, в котором люди могли трудиться всю жизнь при естественной для каждого возраста мотивацией к труду.
Чичкин был яркой неординарной личностью, сам водил автомобиль, по утрам в виде разминки летал на собственном аэроплане «Farman MF.7». До октября 1917 года он прятал от полиции некоторых революционеров — В. М. Молотова, Н. И. Подвойского, П. Г. Смидовича.
В 1918 году на А. В. Чичкина обрушилась полоса несчастий: погиб под трамваем его сын Александр, затем умер в Одессе один из братьев, Иван Васильевич, а другой брат — Николай Васильевич, поехав на похороны, также погиб по нелепой случайности (упал в шахту лифта молочного завода). Чичкин выехал в Одессу, а затем оказался в эмиграции во Франции. 5 октября 1918 года его предприятия были национализированы.
В 1922 году с помощью графа А. А. Игнатьева и наркома Н. А. Семашко возвращается в Советскую Россию. В годы НЭПа Чичкин опять открыл в Москве свой молочный магазин. До 1928 года был старшим консультантом Наркомата торговли СССР, тесно сотрудничая с А. И. Микояном. По рекомендации Микояна и Молотова в 1926 году А. В. Чичкина, единственного бывшего миллионера России, наградили орденом «Знак Почёта».
Весной 1929 года Чичкина направили на «трудовое перевоспитание» в Северный Казахстан (Кустанай). В ссылке он продолжает заниматься своим делом, читает лекции об организации молочного производства. В 1931 году Молотов и Микоян вызволили Чичкина из ссылки, восстановив его во всех прежних правах. Даже после ухода на пенсию к нему часто обращались за советами организаторы пищевой промышленности. Своими рекомендациями он помогал становлению и развитию производства простокваши, ряженки, ацидофилина, творожных продуктов и молочно-карамельных смесей на заводах Поволжья, Закавказья, Ленинградской области и Карелии в 1930—1940 годах. Во время Великой Отечественной войны он принял участие в разработке технологии выпуска молочных продуктов при меньшем расходе сырья. В 1944 году давал рекомендации по развитию молочного животноводства и производства в Средней Азии. За эту работу Чичкина поблагодарили И. В. Сталин и А. И. Микоян в телеграмме 9 мая 1945 года. В 1942 году в связи с 80-летием со дня рождения ему присвоено звание «Ударник третьего пятилетнего плана». В апреле 1947 года Александр Васильевич предложил правительству развивать в восстанавливаемых после войны регионах мало- и средне-мощные предприятия по переработке молока, эти предложения были приняты для развития молочной индустрии в этих регионах в конце 1940-х — первой половине 1950-х годов.
Скончался Александр Васильевич в конце января 1949 года. Похоронен на Новодевичьем кладбище. В 1949—1956 годах вблизи Арбата был переулок его имени, потом его переименовали, а в 1970-х годах застроили.

## Упоминания в литературных произведениях
- В повестях Михаила Булгакова «Роковые яйца» и «Собачье сердце» упоминаются сырные лавки Чичкина.
- В романе Дмитрия Фурманова «Чапаев» герой путает Чичкина с Чичиковым.